# 蘭奇塔 (加利福尼亞州)
蘭奇塔（英語：Ranchita）是位於美國加利福尼亞州聖地牙哥縣的一個非建制地區。該地的面積和人口皆未知。

## 地理
蘭奇塔的座標為33°12′36″N 116°31′00″W / 33.21000°N 116.51667°W，而該地的平均海拔高度為1239米（即4065英尺）。